# وحج (یمن)
 وحج  به عربی ( الوَحَج ) دهستانی است در عزلهٔ (مخلاف القو)، در ناحیهٔ (قعطیة) ن واعمال النادرة، از توابع استان جَوف در کشور یمن در شبه جزیره عربستان است. 

## جمعیت
جمعیت آن ( ۷۲۹۸ ) نفر (۱۸۹ خانوار) می‌باشد.

## روستاها
روستاهای توابع این دهستان:
- روستای العریر
- روستای القرین
- روستای القفل
- روستای الضمری
- روستای الحجر
- روستای رباط الَسلامی

## منبع
- المقحفی، ابراهیم، احمد ، (مُعجَم المُدُن وَالقَبائِل الیَمَنِیَة) ، منشورات دار الحکمة، صنعاء، چاپ پنجم، وانتشار سال ۱۹۸۵ میلادی به (عربی).